# Phorbia minuta
Phorbia minuta är en tvåvingeart som beskrevs av Masayoshi Suwa 1994. Phorbia minuta ingår i släktet Phorbia och familjen blomsterflugor.
Artens utbredningsområde är Nepal. Inga underarter finns listade i Catalogue of Life.